# Jaclyn Smith
Ellen Jaclyn Smith (Houston, 26 de octubre de 1945) es una actriz de cine y televisión estadounidense, conocida por su papel de Kelly Garrett en la serie de televisión Los Ángeles de Charlie.

## Biografía

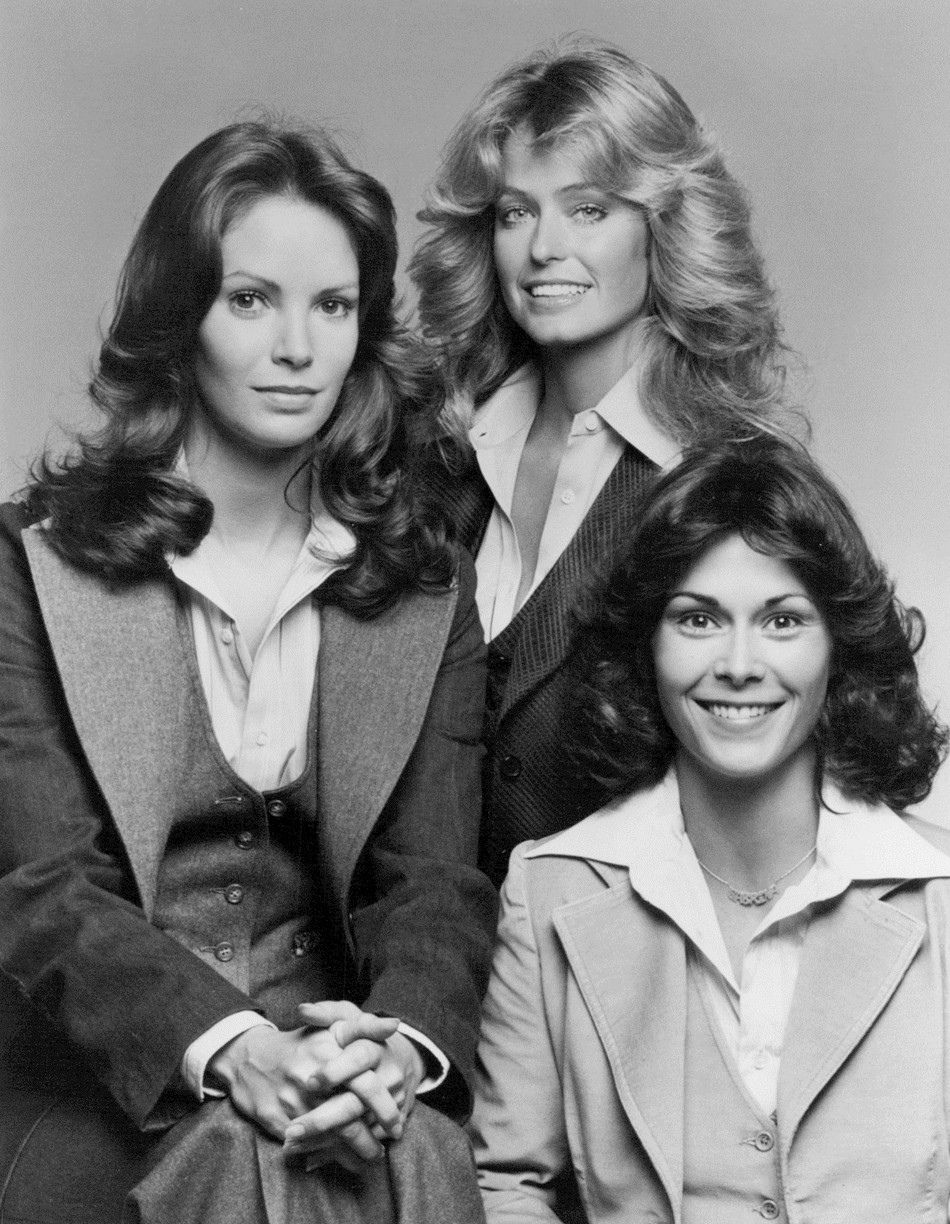
La actriz junto a sus compañeras de reparto de Charlie's Angels

En 1976, se convierte en uno de los rostros más célebres del planeta al interpretar el papel de la expolicía y detective privada Kelly Garret en la que llegaría a convertirse en serie de culto Los ángeles de Charlie. Del elenco de actrices de la serie, ella fue la única que se mantuvo a lo largo de las cinco temporadas en que se emitió. Tras la cancelación de la serie, ha protagonizado numerosas películas y realizó un cameo en la versión cinematográfica de Los ángeles de Charlie, retomando el papel que la hizo mundialmente famosa. En cine ha realizado también algunos papeles interesantes, desde su debut en The adventurers (1980). 
En 1985, además, se introdujo en el mundo de los negocios, al lanzar su propia línea de accesorios de ropa femenina.
En 2007, inició la transmisión de un programa de telerrealidad llamado Shear Genius (Descabellados en Latinoamérica), donde Jaclyn es la anfitriona. En 2009, se transmitió en Latinoamérica la segunda temporada del programa.